# Eublemma aliena
Eublemma aliena is een vlinder uit de familie van de Spinneruilen (Erebidae). De soort is voor het eerst wetenschappelijk beschreven als Porphyrinia aliena door Giorgio Krüger in een publicatie uit 1939.
De soort komt voor in Libië.